# Hampus Larsson
Karl Hampus Thomas Larsson, född den 20 februari 1995 är en svensk före detta ishockeyspelare. Larsson gjorde seniordebut med Västerås IK 2013 i Kvalserien. Han spelade sedan ytterligare fyra säsonger för klubben i Hockeyallsvenskan, tills laget degraderades till Hockeyettan 2017. Därefter var han med att spela upp Timrå IK från Hockeyallsvenskan till SHL. Laget degraderades dock efter en säsong i SHL och Larsson lämnade då klubben för spel med Linköping HC.
Efter att ha ådragit sig en nackskada under säsongen 2020/21 meddelade Larsson i oktober 2021 att han valt att avsluta karriären som ishockeyspelare.

## Karriär
Larsson påbörjade sin ishockeykarriär i moderklubben Linden Hockey från Eskilstuna. Som junior spelade han sedan för Västerås IK. 2013 gjorde han debut i Västerås seniorlag under Kvalserien till Elitserien i ishockey 2013. Han spelade sin första match med laget den 16 mars 2013, mot Timrå IK. Totalt spelade han fyra matcher under Kvalserien, där han gick poänglös. Säsongen därpå gjorde Larsson sin första riktiga säsong med Västerås A-lag. Han blev uttagen till sin första match i Hockeyallsvenskan den 16 september 2013. På 39 grundseriematcher noterades han för en assistpoäng. Laget tog sig åter till Kvalserien, men slutade där på sista plats.
Säsongen 2014/15 vann Västerås grundserien i Hockeyallsvenskan. På 51 matcher stod Larsson för sex assistpoäng. Laget föll sedan i matchserier både mot Karlskrona HK och Rögle BK och missade därmed chansen att avancera till SHL. Den följande säsongen gjorde Larsson sitt första mål i Hockeyallsvenskan, på Jonas Johansson, i en 2–6-förlust mot Almtuna IS den 1 februari 2016. Efter säsongens slut meddelades det den 26 april 2016 att Larsson förlängt sitt avtal med klubben med ytterligare en säsong. Detta kom att bli Larssons sista säsong i Västerås. På 52 matcher noterades han för tre mål och tre assistpoäng. Han hade också bäst plus/minus-statistik i laget under grundserien (4). Västerås slutade dock näst sist i serien och degraderades kort därefter till Hockeyettan.
Den 17 maj 2017 tillkännagavs att Larsson skrivit ett ettårskontrakt med Timrå IK i Hockeyallsvenskan. Inför säsongen utsågs han till Timrås lagkapten. Han var sedan lagets poängmässigt bästa back under säsongen då han på 52 matcher stod för 15 poäng (tre mål, tolv assist). Timrå vann Hockeyallsvenskans grundserie och vann sedan den Hockeyallsvenska finalen mot Leksands IF med 3–0 i matcher. I den avgörande matchserien mot Karlskrona HK lyckades laget vända ett 1–3-underläge till seger med 4–3 i matcher. Kort därefter, den 16 april 2018, förlängde Larsson sitt avtal med Timrå med ytterligare en säsong. Larsson gjorde sedan SHL-debut den 15 september 2018 och gjorde sitt första SHL-mål den 18 oktober samma år, på Ville Kolppanen, i en 4–3-seger mot Rögle BK. Den 3 januari 2019 förlängde han sitt avtal med Timrå med ytterligare tre år. Laget slutade dock sist i grundserien och degraderades senare till Hockeyallsvenskan sedan man förlorat en matchserie mot IK Oskarshamn (3–4) i Direktkval till Svenska Hockeyligan 2019. Larssons avtal med Timrå slutade därför gälla.
Den 22 april 2019 meddelades det att Larsson skrivit ett tvåårsavtal med Linköping HC. Larsson var en av tre spelare i klubben som spelade samtliga 52 grundseriematcher under den följande säsongen. På dessa matcher noterades han för ett mål och tre assistpoäng. Säsongen 2020/21 spelade Larsson de inledande elva matcherna av grundserien innan han drog sig en skada i en match mot Frölunda HC den 14 november 2020. Han tvingades därefter till operation av nacken och missade resten av säsongen. Som en följd av denna skada meddelade Larsson den 20 oktober 2021 att han valt att avsluta sin spelarkarriär.

## Statistik
| 2012–13                  | Västerås IK              | HA                       | —   | — | —  | —  | —  | 4  | 0 | 0 | 0 | 0  |
| 2013–14                  | Västerås IK              | HA                       | 39  | 0 | 1  | 1  | 2  | 2  | 0 | 0 | 0 | 0  |
| 2014–15                  | Västerås IK              | HA                       | 51  | 0 | 6  | 6  | 41 | 9  | 0 | 1 | 1 | 0  |
| 2015–16                  | Västerås IK              | HA                       | 52  | 1 | 3  | 4  | 18 | —  | — | — | — | —  |
| 2016–17                  | Västerås IK              | HA                       | 52  | 3 | 3  | 6  | 12 | 10 | 0 | 0 | 0 | 25 |
| 2017–18                  | Timrå IK                 | HA                       | 52  | 3 | 12 | 15 | 22 | 10 | 0 | 1 | 1 | 6  |
| 2018–19                  | Timrå IK                 | SHL                      | 52  | 3 | 8  | 11 | 34 | 7  | 2 | 3 | 5 | 2  |
| 2019–20                  | Linköping HC             | SHL                      | 52  | 1 | 3  | 4  | 16 | —  | — | — | — | —  |
| 2020–21                  | Linköping HC             | SHL                      | 11  | 0 | 4  | 4  | 4  | —  | — | — | — | —  |
| Hockeyallsvenskan totalt | Hockeyallsvenskan totalt | Hockeyallsvenskan totalt | 246 | 7 | 25 | 32 | 95 | 35 | 0 | 2 | 2 | 31 |
| SHL totalt               | SHL totalt               | SHL totalt               | 115 | 4 | 15 | 19 | 54 | —  | — | — | — | —  |